# اللواء المختلط
اللواء المختلط (بالإسبانية: brigada mixta)‏ هو تنظيم عسكري تكتيكي للجيش الجمهوري الإسباني بعد انقلاب يوليو 1936 وخلال الحرب الأهلية الإسبانية. وهو الوحدة العسكرية الأساسية للجيش الشعبي الجمهوري بعد إعادة التنظيم التي فرضتها الحرب عام 1936.

## التاريخ
يتكون الهيكل الأولي لهذا اللواء الذي تمت الموافقة عليه في أكتوبر 1936 من أربع كتائب مشاة، وكل كتيبة بها خمس سرايا، وكتيبة مختلطة مساندة وسرية إمداد عسكري التي تضم مجموعة الفيلق الطبي. بعض الكتائب لديها قسم سلاح الفرسان. وتتكون الفرقة من لواءين أو ثلاثة ألوية مختلطة.
استند اللواء المختلط إلى نموذج حل محل الطوابير (الأرتال) وميليشيات الجيش الجمهوري الإسباني قبل الانقلاب. تم إنشاء أول ست ألوية مختلطة في 18 أكتوبر 1936. الأول بقيادة العقيد الشيوعي إنريكي ليستر، والثاني بقيادة خيسوس مارتينيز دي أراغون، والثالث بواسطة خوسيه ماريا غالان، والرابع بواسطة يوتيكيانو أريلانو، والخامس فرناندو سابيو والسادس بقلم ميغيل جالو مارتينيز. بحلول ديسمبر 1936 كان هناك خمسة عشر لواءًا في الخدمة الكاملة. بحلول ربيع 1937 أصبح هناك أربعون لواءًا نشطًا وخمسة عشر لواءًا آخر يخضعون للتدريب. تم وضع هذه الألوية بسرعة في الفرق.
كانت الألوية المختلطة عادة وحدات مشاة للجيش. ومع ذلك كان هناك بعض الألوية المختلطة تتكون من مشاة بحرية الجمهورية الإسبانية (Infantería de Marina) بقيادة القائد بيدرو مونيوز كارو. وقد رافق المصور روبرت كابا اللواء المختلط 151 فالتقط صوراً خلال معركة سغري.
بعد هزيمة الجيش الجمهوري وقيام نظام فرانكو بتفكيك للجمهورية الإسبانية، انتهى المطاف بحل جميع تلك الألوية. ولم يعرف مصير بعضها ولا مصير أعضائها.